# アデッソ
株式会社アデッソ（adesso）は東京都渋谷区にある芸能事務所、モデルエージェンシー。
1990年設立。 TV・CM・雑誌・舞台・映画などで活躍するモデル・タレント・俳優・ミュージシャンが多数所属、モデルから女優・2.5次元俳優・タレント・ミュージシャンを数多く輩出している総合マネージメント事務所。モデル芸能紹介業、原盤制作、イベント企画制作、プロダクション業務などを行っている。

## 主な所属女優・タレント・モデル
- 秋本祐希（芸映と業務提携）
- 太田在
- 白田久子
- 民部良子
- 真由美
- 吉河依瑠
- 今村雪乃
- 木村友映
- 稲福みさき
- 桧山藍
- 春菜メロディー
- 五十嵐カオリ
- 長井リビア
- 吉永アユリ
- 小野谷麻美
- 師井優衣
- 矢野あゆみ
- 小森真理子
- 日向未来
- 高山沙織
- 真生
- 高橋理沙
- 菊地玲那
- 松下雛乃
- 藤里美帆
- ニキ
- 一ノ瀬舞夕
- 財田れんか
- 小西藍令
- 永瀬琴葉
- 鎌田恋華

## 主な所属男優・タレント・モデル
- 山崎知邦
- 沖渡崇史
- 市川銀之助
- 網川凛
- 服部紘平
- 野瀬英誉
- 目代雄介
- 高橋良浩
- 森田優基
- 佐藤智広
- 志茂星哉
- 堀越拓也
- 侑真
- 田島海路
- 但馬雄心
- 杉本暁海
- 但馬寛生
- 服部凛太朗
- 越川みつお
- 蛯沢康仁

## 所属アーティスト
- SHUUBI
- TAKUYA
- breath of Minority
- yuki ユーキ
- Peekaboo

## 過去の所属タレント
- 榮倉奈々（研音に移籍）
- 兼田カロリナ（アービングに移籍）
- 坂本エンリケ
- 滝沢沙織（ピーチに所属）
- 中川愛理沙（サトルジャパンに所属）
- 宮崎京（Three I agencyに所属）
- 布川宏美
- 山内麻美
- 利麗
- 下村彩里（現・テレビ朝日アナウンサー）
- 渡辺恵伶奈
- 高木千佳
- 桃果